# 28665 Theresafultz
28665 Theresafultz è un asteroide della fascia principale. Scoperto nel 2000, presenta un'orbita caratterizzata da un semiasse maggiore pari a 2,8918629 UA e da un'eccentricità di 0,0766298, inclinata di 2,74710° rispetto all'eclittica.